# استورگاتان، اومئو

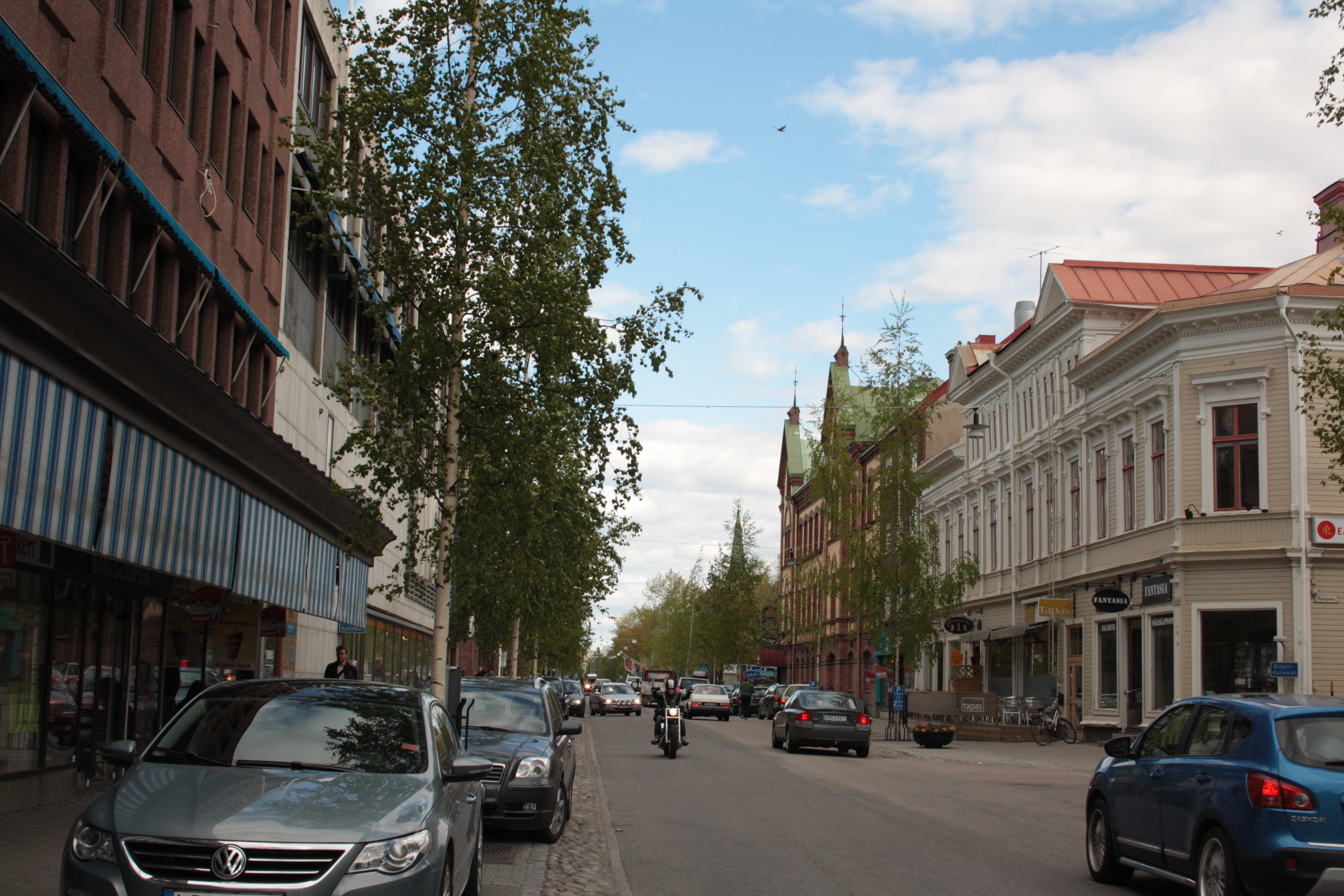

استورگاتان (به سوئدی: Storgatan) اصلی‌ترین خیابان شهر اومئو، سوئد می‌باشد.
این خیابان که ۴ کیلومتر طول دارد محل قرارگیری ساختمان‌های مهمی همانند دادگاه استیناف نورلاند بالا، گملا بنک‌هوست، شارینسکا ویلان و  ساختمان شهرداری اومئو می‌باشد، به‌طور متوسط در روز ۸۹۰۰ خودرو از این خیابان عبور میکند.